# Los Angeles : Bad Girls
Los Angeles : Bad Girls ou Les As de L.A. au Québec (L.A.'s Finest) est une série télévisée américaine en 26 épisodes de 42 minutes créée par Brandon Margolis et Brandon Sonnier, produite par Sony Pictures Television, et mise en ligne à partir du 13 mai 2019 sur le service Spectrum Originals (réservé aux abonnés du câblodistributeur Spectrum), et diffusé au Canada depuis le 13 septembre 2019 sur le réseau CTV. C'est un spin-off de la série de films Bad Boys de Michael Bay. L.A.'s Finest est le premier contenu premium créé pour le fournisseur de câble, et la première série originale de la plateforme de streaming Spectrum. La série sera aussi diffusée à l'automne 2020 sur le réseau Fox.
En France, la série est diffusée à partir du 3 décembre 2019 sur TF1, et au Québec depuis le 8 janvier 2020 sur AddikTV et rediffusée en clair sur le réseau TVA.

## Synopsis
Sydney « Syd » Burnett, ancien agent de la DEA à Miami et sœur de Marcus Burnett, est désormais inspectrice à la police de Los Angeles. Elle fait équipe avec Nancy McKenna, une mère de famille. Syd semble laisser derrière elle un lourd passé qui la rattrapera malgré elle, alors que Nancy doit jongler entre sa vie de famille et ses secrets tout aussi complexes. En travaillant sur des enquêtes impliquant de dangereux criminels, le duo se retrouve entraîné dans une histoire qui les forcera à se soutenir mutuellement pour avancer.

## Distribution

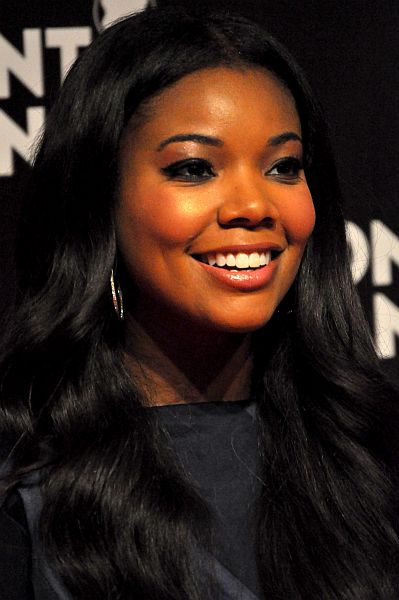
Gabrielle Union

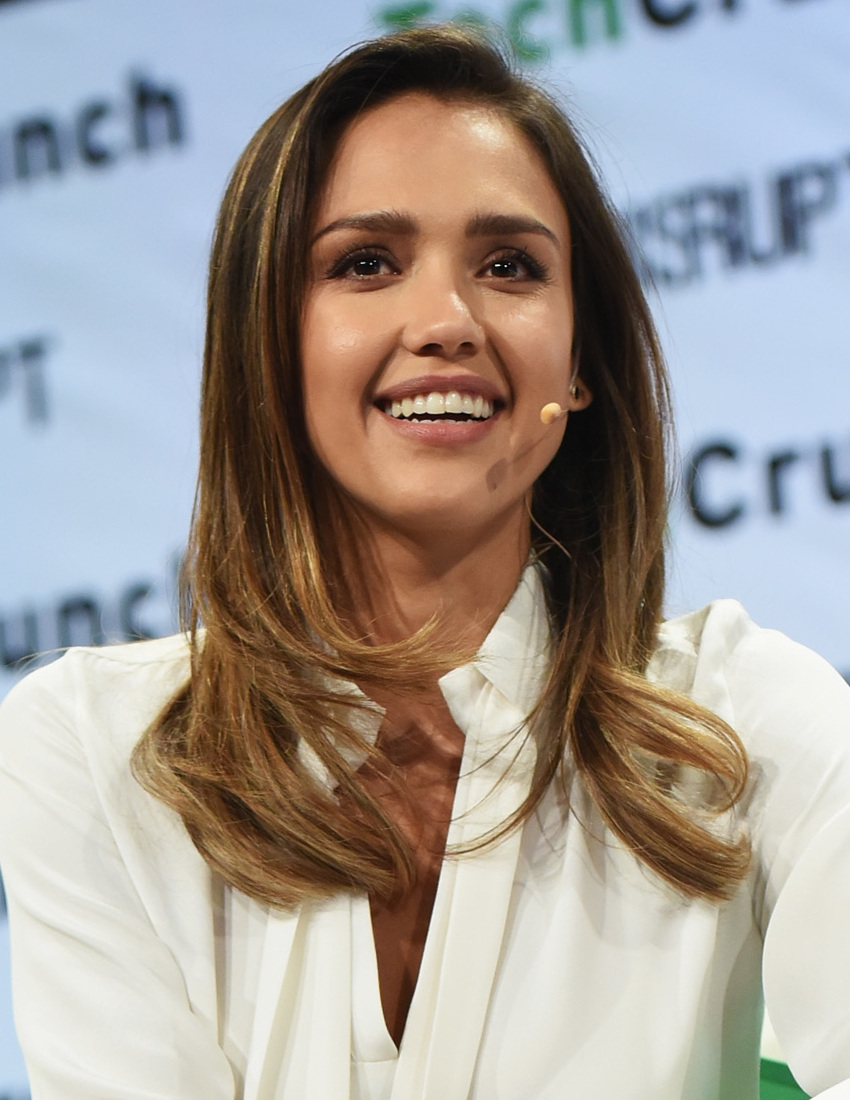
Jessica Alba

### Acteurs principaux
- Gabrielle Union (VF : Annie Milon) : Sydney « Syd » Burnett
- Jessica Alba (VF : Julia Boutteville) : Nancy Perez McKenna
  - Natalie Valerin : Nancy jeune
- Duane Martin (VF : Daniel Njo Lobé) : Ben Baines
- Zach Gilford (VF : Tommy Lefort) : Ben Walker
- Ryan McPartlin (VF : Cyrille Monge) : Patrick McKenna, procureur et mari de Nancy
- Sophie Reynolds (VF : Léopoldine Serre) : Isabel « Izzy » McKenna, belle-fille de Nancy et fille de Patrick
- Ernie Hudson (VF : Thierry Desroses) : Joseph Burnett, le père de Syd

### Acteurs récurrents
- Barry Sloane (VF : Sylvain Agaësse) : Dante Sherman
- Zach McGowan (VF : Boris Rehlinger) : Ray Sherman
- John Salley (VF : Bruno Henry) : Fletcher, le pirate informatique
- Jake Busey (VF : Christophe Laubion) : Bishop Duvall (S1)
- Joshua Alba (VF : Fabrice Trojani) : Nico Perez
- David Fumero (VF : Gilduin Tissier) : Jason Galloway (S1-2)
- Sabina Gadecki (VF : Pauline de Meurville) : Jen Striker / Mallory Mitchell (amie de Syd) (S1)
- Tamala Jones (VF : Déborah Claude) : Katherine Vaughn Miller
- Curtis Harris (VF : Erwan Tostain) : le juge Baines
- Kelly Rowland (VF : Peggy Martineau) : Faith Baines
- Kristin Slaysman (VF : Virginie Kartner) : Michelle Walker
- Rebecca Field (VF : Anne Massoteau) : Alice Kensler
- Laz Alonso (VF : Serge Faliu) : Warren Hendrix
- Eddie Cahill (VF : Thomas Roditi) : Michael Alber
- Rebecca Budig (VF : Nathalie Spitzer) : Carlene Hart
- Danny Trejo (VF : Günther German) : Reuben Velazquez
- Yancey Arias : Trent Garrison
- Sharon Lawrence (VF : Isabelle Langlois) : Gloria Walker

 Source et légende : version française (VF) sur RS Doublage et DSD Doublage

## Production

### Développement
Le 25 octobre 2017, il est annoncé qu'une série télévisée spin-off de la saga Bad Boys mettant en vedette le personnage de Sydney « Syd » Burnett (apparu dans Bad Boys 2) est en développement. Le pilote est écrit par Brandon Margolis et Brandon Sonnier. Les producteurs exécutifs ont prévu d'inclure Margolis, Sonnier, Jerry Bruckheimer, Jonathan Littman, KristieAnne Reed, Jeff Gaspin et Jeff Morrone. Les sociétés de production impliquées dans la série ont été définies de manière à inclure Sony Pictures Television, Jerry Bruckheimer Television et 2.0 Entertainment.
Le 31 octobre 2017, il a été annoncé que la NBC donne le feu vert pour la production de l'épisode pilote, à la suite d'une situation concurrentielle dans laquelle plusieurs réseaux souhaitaient exploiter le potentiel de cette série. Le 18 janvier 2018, il a été annoncé que NBC commande officiellement ce pilote. Le 2 février 2018, il a été annoncé qu'Anton Cropper réalisera le pilote. Le 12 avril 2018, le titre du projet est révélé : L.A.'s Finest. Le 11 mai 2018, il est annoncé que NBC, après avoir visionné le pilote, ne veut pas donner suite à la production d'une série. Les producteurs doivent alors chercher d'autres réseaux de diffusion.
Le 17 mai 2018, il a été annoncé que Sony Pictures Television est en discussion avec Charter Communications pour reprendre la série. À la fin du mois, les pourparlers aboutissent à de sérieuses négociations. Le 26 juin 2018, il a été annoncé que Charter Communications commande une première saison, composée de treize épisodes,,,. Le 7 février 2019, lors de la tournée de presse annuelle de la Television Critics Association, il a été annoncé que la série sera diffusée le 13 mai 2019 avec la sortie des trois premiers épisodes. Le reste des épisodes sont diffusés tous les lundis via le service de vidéo à la demande de Spectrum accessible sur le câble, ainsi que sur les applications iOS, Apple TV et Roku du fournisseur. L.A.'s Finest est la première série télévisée originale produite par Spectrum,.
Le thème musical de la série est composé par Laura Karpman.
Le 7 février 2019, la bande-annonce officielle de la série est dévoilée.
Le 13 juin 2019, la série est renouvelée pour une deuxième saison.
La série est annulée le 14 octobre 2020.

### Distribution des rôles
Parallèlement à l’annonce initiale du développement de la série, il a été confirmé que Gabrielle Union reprendra son rôle de Sydney « Syd » Burnett de Bad Boys 2. Le 29 janvier 2018, il a été annoncé qu'Ernie Hudson tiendra un rôle récurrent. Le 15 février 2018, il a été annoncé que Zach Gilford et Duane Martin avaient rejoint la distribution principale. En mars 2018, il a été annoncé que Jessica Alba, Ryan McPartlin et Zach McGowan avait été engagés comme acteurs réguliers de la série,,. En septembre 2018, il a été annoncé que Sophie Reynolds aurait un rôle régulier, tout comme Barry Sloane,. Le 11 janvier 2019, il a été annoncé que Jake Busey avait rejoint la distribution dans un rôle récurrent.

### Tournage
Le tournage du pilote commence début avril 2018 à Los Angeles, en Californie,.
Le 21 février 2019, le producteur exécutif et showrunner Brandon Sonnier est grièvement blessé lors du tournage par une voiture au port de Los Angeles : le véhicule s'est accidentellement écrasé sur lui. Brandon Margolis a subi quant à lui des blessures mineures,.

## Épisodes
| Saisons | Saisons | Nombre d'épisodes | Diffusion originale sur Spectrum Originals | Diffusion originale sur Spectrum Originals |
| Saisons | Saisons | Nombre d'épisodes | Début de saison                            | Fin de saison                              |
| ------- | ------- | ----------------- | ------------------------------------------ | ------------------------------------------ |
|         | 1       | 13                | 13 mai 2019                                | 17 juin 2019                               |

### Première saison (2019)
1. Le Passé ne s'efface jamais (Pilot)
2. Chacun ses secrets (Defiance)
3. Tombé du ciel (Con Air)
4. Les Fantômes du passé (Déjà Vu)
5. Faire son deuil (Farewell…)
6. La Chasse au trésor (…My Lovely)
7. Le Livre des secrets (Book of Secrets)
8. La Famille avant tout (Dead Men Tell No Tales)
9. Infiltrées (Dangerous Minds)
10. Une question de confiance (Enemy of the State)
11. Une seconde chance (Thief)
12. Armagedon (Armageddon)
13. Bad Girls (Bad Girls)

### Deuxième saison (2020)
Initialement annoncée pour le 8 juin 2020 sur Spectrum, elle a été reportée puis mise en ligne le 9 septembre 2020.
1. Sers-toi de tes poings (The Curse of the Black Pearl)
2. À qui profite le crime ? (The Lone Ranger)
3. Si près du but (Thief of Hearts)
4. Délit de fuite (Beverly Hills Cops)
5. Le Grand Méchant Clown(Gone in 60 Seconds")
6. Tourner la page (Maverick)
7. Menaces sur le ring (March or Die)
8. Course contre la mort (Bad Company)
9. Mauvaise graine (Kangaroo Jack)
10. Sous l'emprise du mal (Deliver Us from Evil)
11. Apparences trompeuse (Rafferty and the Gold Dust Twins)
12. Justice pour un héros (Coyote Ugly)
13. La fin justifie les moyens (For Life)

## Accueil

### Audiences
Sur l'agrégateur de commentaires Rotten tomatoes, la série possède une note d'approbation de 10% basée sur 10 commentaires, avec un score moyen de 4.57/10. Sur Metacritic, le score moyen pondéré est de 46 sur 100, basé sur 6 critiques, indiquant "des critiques mitigées ou moyennes".

## Distinctions

### Récompenses
- Teen Choice Awards 2019 : meilleure actrice dans une série d'action pour Gabrielle Union

### Nominations
- Teen Choice Awards 2019 : meilleure actrice dans une série d'action pour Jessica Alba